# Philippe Lafontaine
Philippe Lafontaine, född 24 maj 1955 i Gosselies, är en belgisk sångare och kompositör.
Lafontaine föddes i Gosselies utanför Charleroi. Under en kort period studerade han vid ett jesuitiskt lärosäte innan han påbörjade sin musikaliska karriär som 17-åring. Hans första framgångar kom med egenkomponerade jinglar till reklamfilmer för bland andra Stella Artois och Coca Cola. Debutalbumet Ou...? släpptes 1978 och under 1980-talet turnerade han ihop med musikalen Brel en mille temps i bland annat Dakar, Moskva och Leningrad. Han slog igenom på allvar 1989, framförallt i Frankrike, i Québec och i hemlandet Belgien, med låten "Cœur de loup". Han tävlade för Belgien i Eurovision Song Contest 1990 i Zagreb med låten "Macédomienne", som han dedicerat till sin hustru som kom från Makedonien. Han slutade på 12:e plats med 46 poäng.

## Diskografi
- Ou...? (1978)
- Pourvu que ça roule (1981)
- Charmez (1987)
- Affaire (à suivre) (1988)
- Fa ma no ni ma (1989)
- Machine à larmes (1992)
- D'ici (1994)
- Folklores imagninaires (1996)
- Compilation attitudes (1997)
- Pour toujours (1998)
- Fond de scène live (1999)
- De l'autre rive (2003)